# Meidum
Koordinaten: 29° 23′ 42″ N, 31° 9′ 29″ O
Meidum ist eine altägyptische Nekropole am Westufer des Nils südlich der weiter nilab liegenden Nekropolen von Dahschur bis Gizeh.

## Bauten
Neben der Meidum-Pyramide, einer unter Pharao Snofru erbauten Stufenpyramide, sind auch einige Mastaba-Bauten aus der frühen 4. Dynastie bekannt:
- die Mastaba Nr. 17, Grab eines unbekannten Fürsten,
- die Mastaba Nr. 6, das Grab von Rahotep (Sohn des Snofru), General und Hohepriester des Re, und seiner Frau Nofret (hier wurden ihre hervorragend erhaltene Statuen gefunden, die heute im Museum Kairo zu bewundern sind)
- die Mastaba Nr. 16, das Grab des Snofru-Sohnes Nefermaat (Architekt der Meidum-Pyramide) und seiner Frau Itet. Berühmt ist der so genannte „Gänsefries“ aus dieser Mastaba (jetzt im Ägyptischen Museum Kairo) und die künstlerisch wertvollen, selten anzutreffenden Pastenreliefs.

Die Nekropole wurde auch im Neuen Reich und in der Spätzeit weiterhin benutzt.

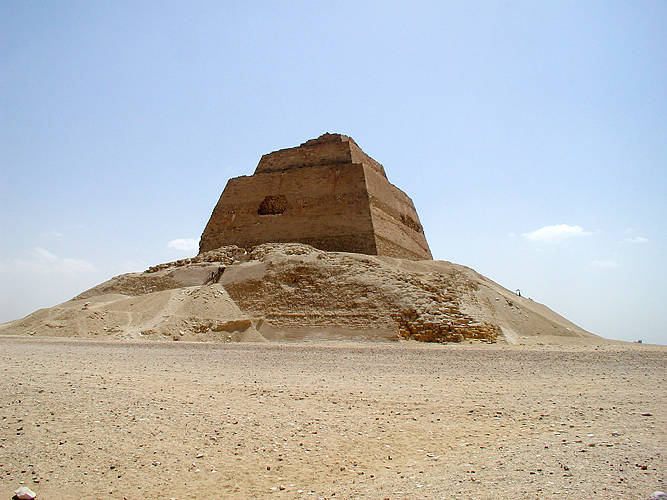
Die Meidum-Pyramide
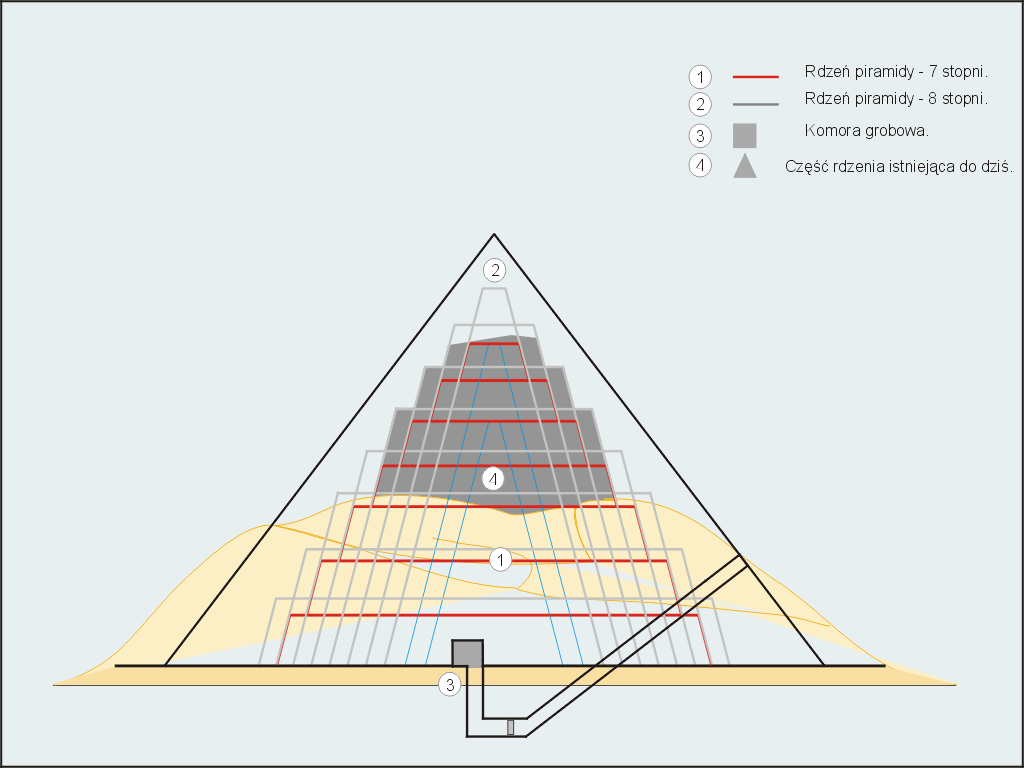
Struktur der Pyramide
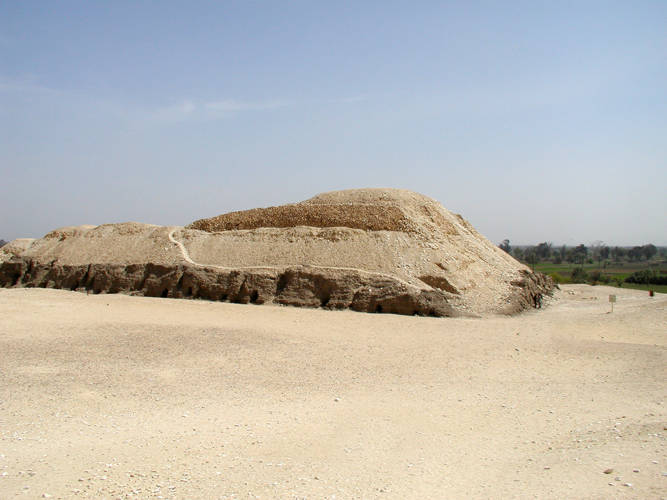
Mastaba M17
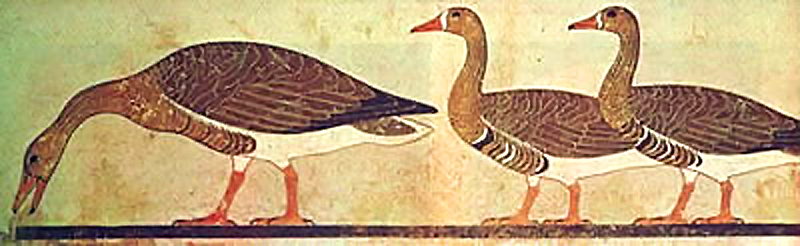
Das Gänsefries aus Mastaba M16
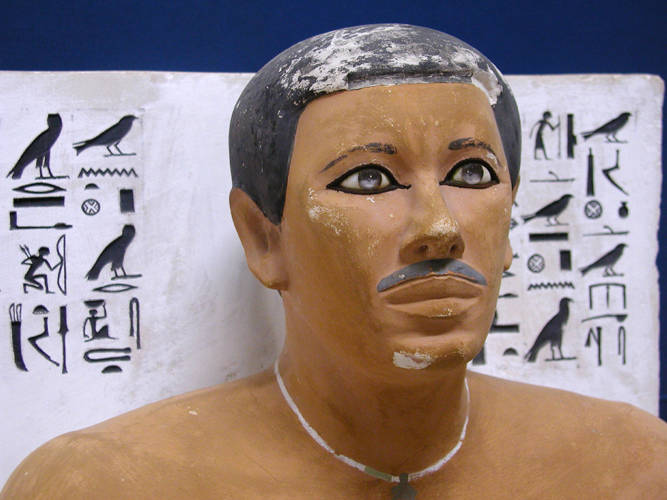
Statue des Rahotep aus Mastaba M6

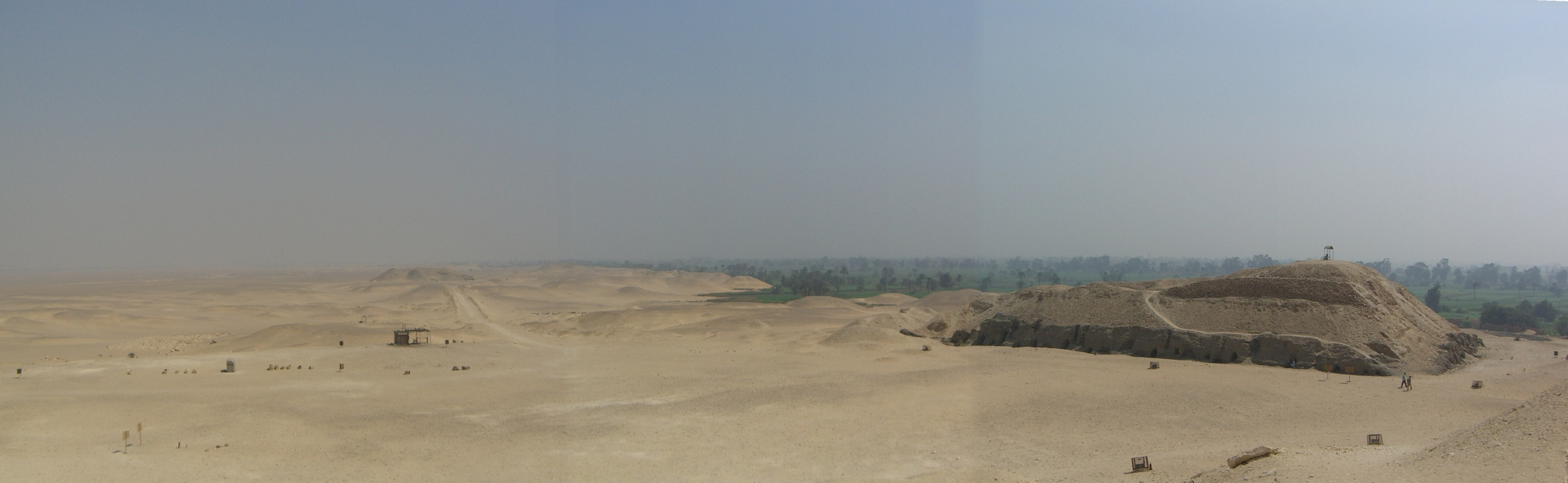
Panorama der Nekropole von Meidum (aufgenommen vom Eingang der Meidum-Pyramide):
Mastaba M17 und im Hintergrund Gräber der 4. Dynastie